# 皮克雪
皮克雪（法語：Puxieux，法語發音：[pyksjø]）是法国默尔特-摩泽尔省的一个市镇，属于布里埃区。

## 地理
皮克雪（49°4'37"N, 5°53'16"E）面积5.67 平方千米，位于法国大東部大區默尔特-摩泽尔省，该省份为法国东北部内陆省份，是洛林的一部分，北邻比利时、卢森堡，北起顺时针与摩泽尔省、下莱茵省、孚日省和默兹省接壤。
与皮克雪接壤的市镇（或旧市镇、城区）包括：尚布莱-比西耶尔、马斯拉图尔、斯蓬维尔、特龙维尔、克松维尔。

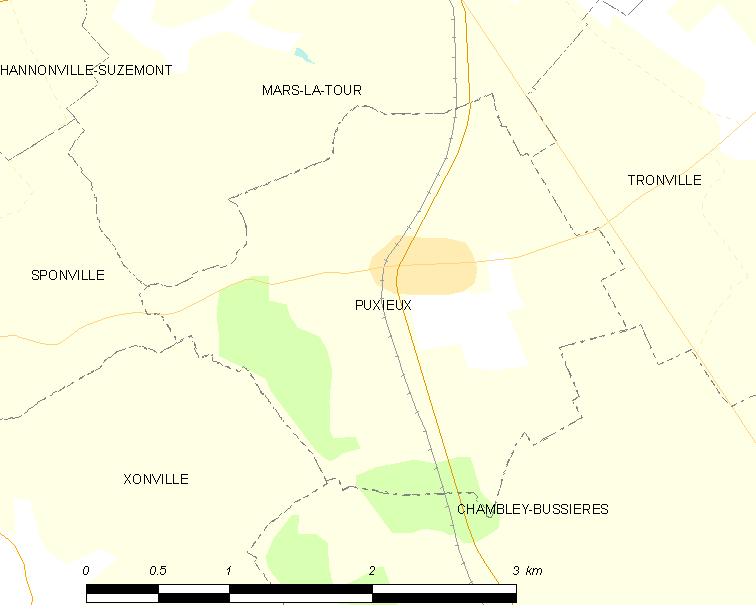
皮克雪的OSM定位图

皮克雪的时区为UTC+01:00、UTC+02:00（夏令时）。

## 行政
皮克雪的邮政编码为54800，INSEE市镇编码为54441。

## 政治
皮克雪所属的省级选区为雅尼县。

## 人口

1962-2008年间皮克雪人口变化图示

皮克雪于2022年1月1日时的人口数量为221人。